# Rexy Mainaky
Rexy Mainaky (n. 9 martie 1968, Ternate, North Maluku⁠(d), Indonezia) este un jucător de badminton ce a reprezentat Indonezia, medaliat olimpic. A participat la 3 ediții ale Jocurilor Olimpice (1992, 1996, 2000) în care a câștigat o medalie de aur.